# Gauja Nationalpark
Gauja Nationalpark (lettisk: Gaujas nacionālais parks) i Vidzeme er et Natura 2000-område og den største nationalpark i Letland med et areal omfattende 91.745 hektar, som strækker sig fra det nordøstlige Sigulda til det sydvestlige Cēsis langs Gaujas floddal, hvoraf nationalparkens navn oprinder. Gauja Nationalpark blev indviet den 14. september 1973, og administration af nationalparken foregår fra Sigulda.
Nationalparken er i særdeleshed kendt for sine sandstensklipper, som opstod under den devonske tidsalder. Disse sandstensklipper når nogle steder op på 90 m.o.h. langs Gaujas bredder. Den sydvestlige del af nationalparken benyttes hovedsageligt som fritidsfacilitet, hvorimod den nordøstlige del af nationalparken har en strengere beskyttelse. Nationalparkens område havde tidligere tilnavnet "Livlands Schweiz" og turister begyndte at tage på udflugter dertil i slutningen af det 19. århundrede.
Udover byerne Cēsis og Sigulda ligger Līgatne med Līgatnes naturstier også i nationalparken, og Valmiera ligger tæt på den nordligste del. Nationalparken rummer også seværdigheder som Zvārteklippen, Gutmanhulen, Turaida Borg, Lielstraupe, som er kendt for sin kirke og sit slot, og den historiske Ungurmuiža herregård. 47 procent af nationalparkens territorie består af skov, for det meste gran- og fyreskov, dog inklusive noget løvfældende vækst. Af de utallige søer i nationalparken er Ungurssøen den største.